# Lidrus
De lidrus (Equisetum palustre) is een vaste plant, die behoort tot de paardenstaartenfamilie (Equisetaceae). De plant komt voor op het noordelijk halfrond en is met name giftig voor runderen.
De plant wordt 20–60 cm hoog en heeft een kale wortelstok met in snoeren gerangschikte wortelknollen.
De groene, holle stengel is tot 8 mm dik. De in kransen staande bladeren bestaan uit kleine schubben, waarbij de bladscheden grotendeels met elkaar vergroeid zijn tot een stengelschede. De groene tot vliezig witte stengelscheden hebben dikwijls donkerbruine of zwartachtige banden. De tanden van de stengelschede staan vrij. Het eerste lid van de zijtakken is korter dan de bijbehorende stengelschede, in tegenstelling tot de heermoes. 

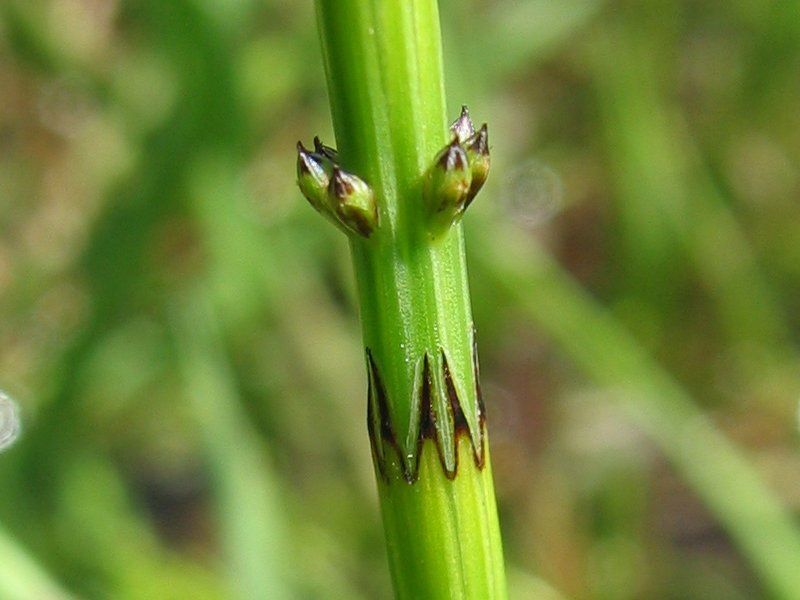
Stengelschede

In mei tot juli verschijnen er sporenaren op de top van de stengels of soms aan de zijtakken. De stompe aren zijn tot 3 cm lang en als ze rijp zijn verdrogen ze en vallen daarna af. De aar bestaat uit zeshoekige schubjes waar aan de binnenkant het sporangium met de sporen zich bevinden.
De plant komt voor op natte, voedselrijke grond in grasland en in moerassen.

## Plantengemeenschap
Lidrus is een kensoort voor de Molinietalia, een de orde van plantengemeenschappen van bloemrijke, vochtige graslanden op matig voedselrijke bodems.

## Namen in andere talen
- Duits: Sumpf-Schachtelhalm
- Engels: Marsh horsetail
- Frans: Prêle des marais